# サラサドウダン
サラサドウダン（更紗灯台・更紗満天星、学名: Enkianthus campanulatus）はツツジ科ドウダンツツジ属の落葉低木または小高木。深山の林や岩場に生える。別名、フウリンツツジ。花や葉はドウダンツツジよりも大きい。

## 名称
和名「サラサドウダン」の由来は、花が風鈴のような形で紅色の筋が入り、更紗模様に似ていことから名付けられたもので、枝分かれする様子が昔の夜間の明かりに用いた灯台（結び灯台）に似ていることによる。別名でフウリンツツジとも呼ばれている。

## 分布と生育環境
日本固有種。北海道西南部、本州（兵庫県以東）、四国の徳島県に自然分布し、深山の林や岩地に生育する。寒冷な山地に生える。各地で、庭木や公園樹としても植えられる。

## 特徴
落葉広葉樹の低木または小高木で、樹高は2 - 5メートル (m) になる。枝は輪生して斜上する。樹皮は若木は灰褐色でなめらか。成木の樹皮は暗赤褐色で、小さな鱗片状となってはがれる。若い枝は無毛。
葉は長さ3 - 10ミリメートル (mm) の葉柄をもって枝先に輪生状に集まって互生する。葉身は倒卵形で、長さ3 - 6センチメートル (cm) 、幅1 - 2 cmになり、先端はやや尖るか鈍く、下部は葉柄に流れる。葉の表面には短い毛が散生し、裏面の側脈の基部には褐色の縮れた毛が密生する。葉縁には先端が長い毛状になる微小鋸歯がある。日当たりがよければ、秋には鮮やかな赤色に紅葉する。紅葉はドウダンツツジよりも明るい色が多い。
花期は6 - 7月。枝先に長さ2 - 3 cmの総状花序をつけ、10個ほどの花が1 - 2 cmの花柄の先端に垂れ下がってつく。萼は鐘形で4分の1ほどまで5裂する。花冠は長さ8 - 10 mmあり、鐘形（ベル形）で先端は浅く5裂する。花冠の色は、淡黄色で先端が淡紅色になり、紅色の縦条が入る。雄蕊は10本ある。果実は蒴果で上向きにつき、5片に裂けて種子を飛ばす。
冬芽は赤褐色をした卵形で長さ6 - 10 mmほどあり、細毛がある5 - 8枚の芽鱗に包まれている。葉痕は扁平な半円形で、維管束痕が1個つく。

## 利用
花や紅葉を観賞するために、庭園、公園、ビル街の植え込みの植栽に植えられる。刈り込みに耐えるので生け垣にも仕立てられる。幹の表面はなめらかで、床柱に使われる。

## 変種、品種
- シロバナフウリンツツジ（Enkianthus campanulatus f. albiflorus）
- キバナフウリンツツジ（E. c. f. lutescens）
- ミヤマドウダン（E. c. var. kikuchi-masaoi）
- ベニサラサドウダン（E. c. var. palibinii） - 花冠は長さ5 - 6 mmで深紅色。本州の東北地方、関東地方、中部地方の高地にまれに生育する。花の赤色が濃い[3]。
- ツクシドウダン （E. c. var. longilobus ） - ベニサラサドウダンに似るが、花冠は3分の1ほど裂ける。九州中北部の山地に生育する。

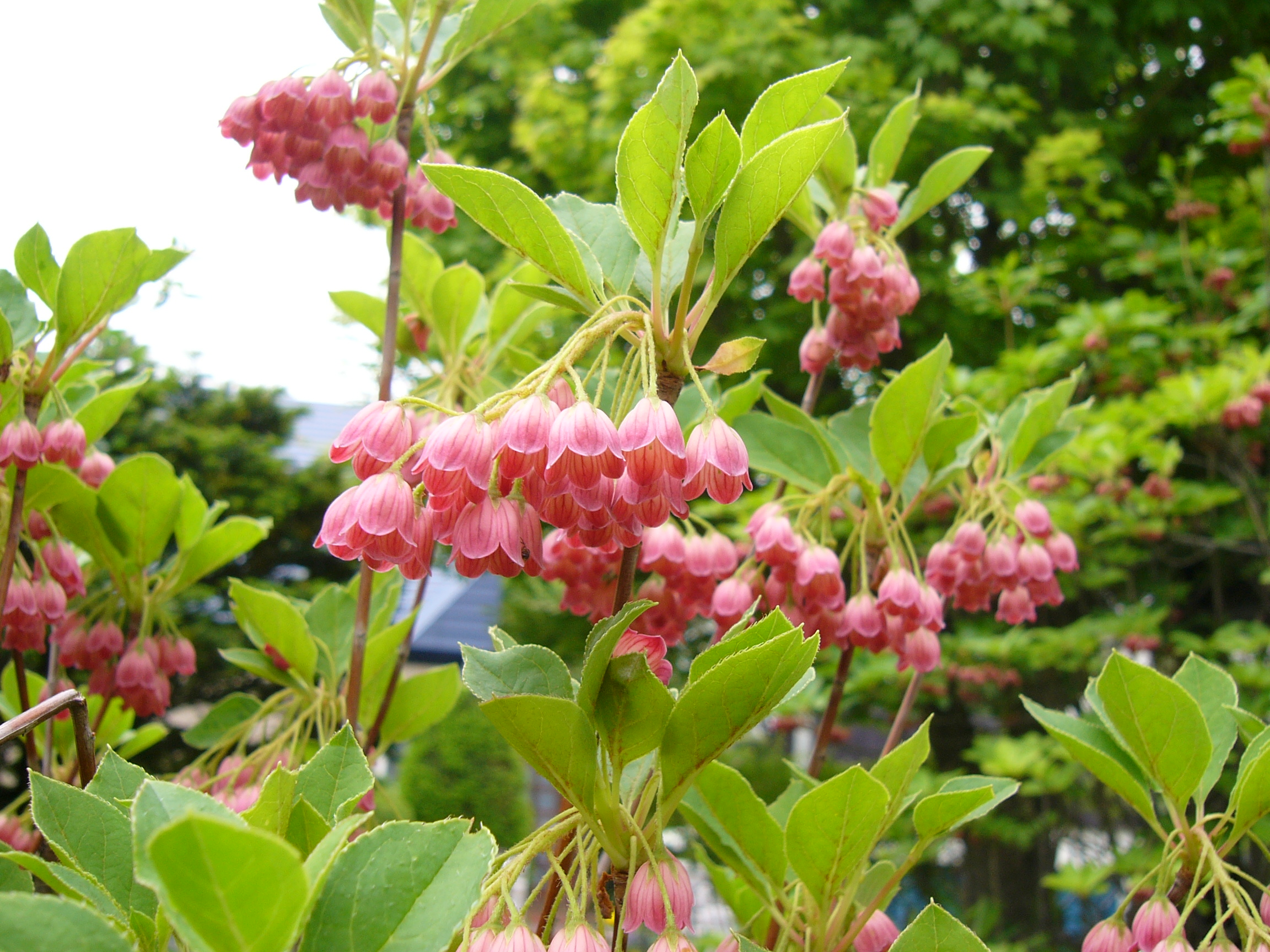
サラサドウダン
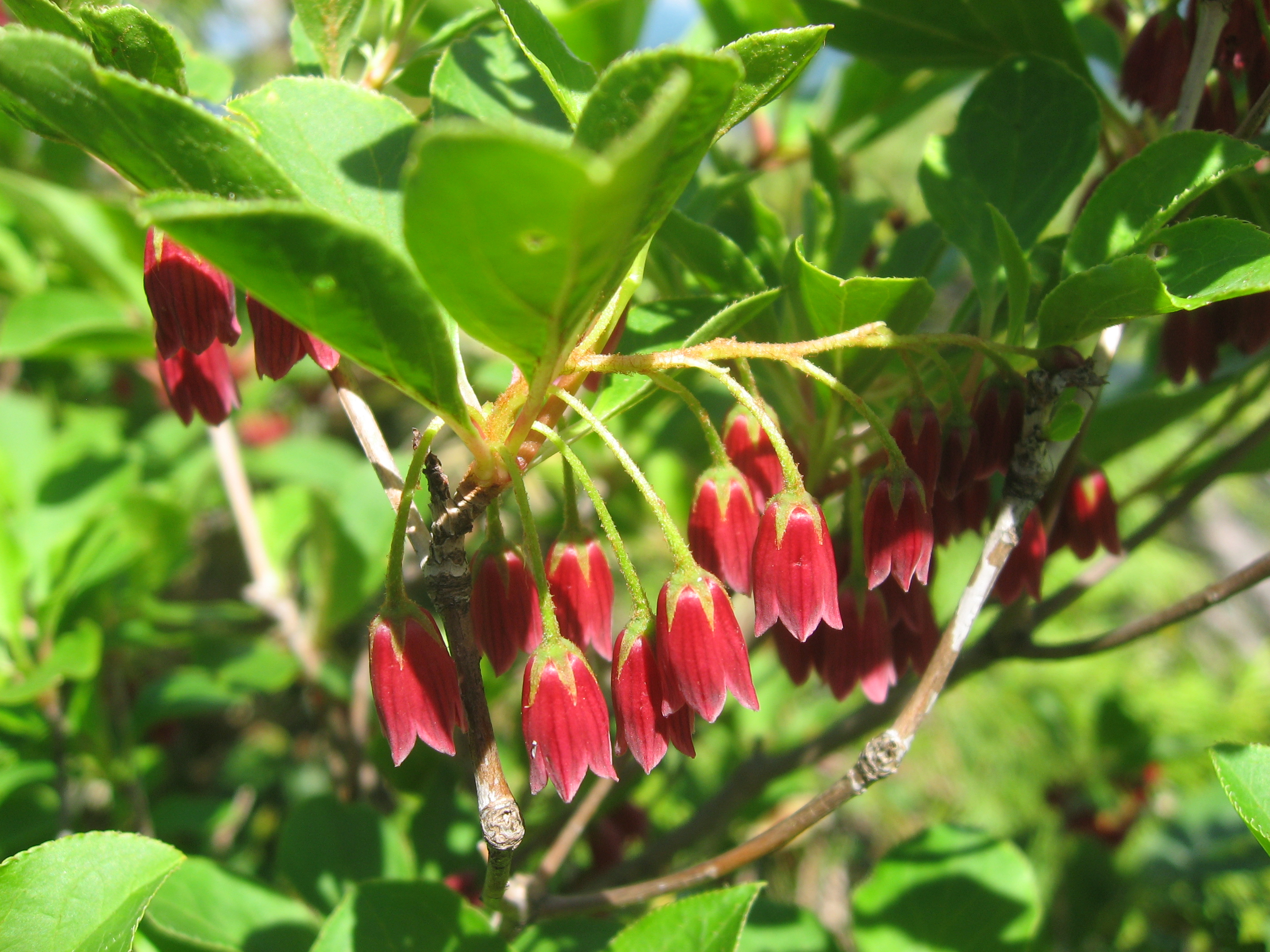
ベニサラサドウダン

## 近縁種
カイナンサラサドウダン E. sikokianus は、サラサドウダンの変種 (E. campanulatus var. sikokianus) とされることもあるが、独立種と見なすことが多い。花の形や色はよく似ているが、花柄がずっと短いこと、花冠がより深く裂けること、それに花序の軸がずっと長く伸びることで区別される。本州では愛知県、三重県、和歌山県、それに四国の太平洋側に産する。
ドウダンツツジ（Enkianthus perulatus）は白色、ベニドウダン（Enkianthus cernuus f. rubens）は朱紅色の、シロドウダン（Enkianthus cernuus f. cernuus）は白色の花を咲かせる。

## 市町村の花
市の花
- 岐阜県中津川市

町の花
- 長野県南佐久郡小海町

村の花
- 福島県双葉郡川内村